# چاقوی جیبی

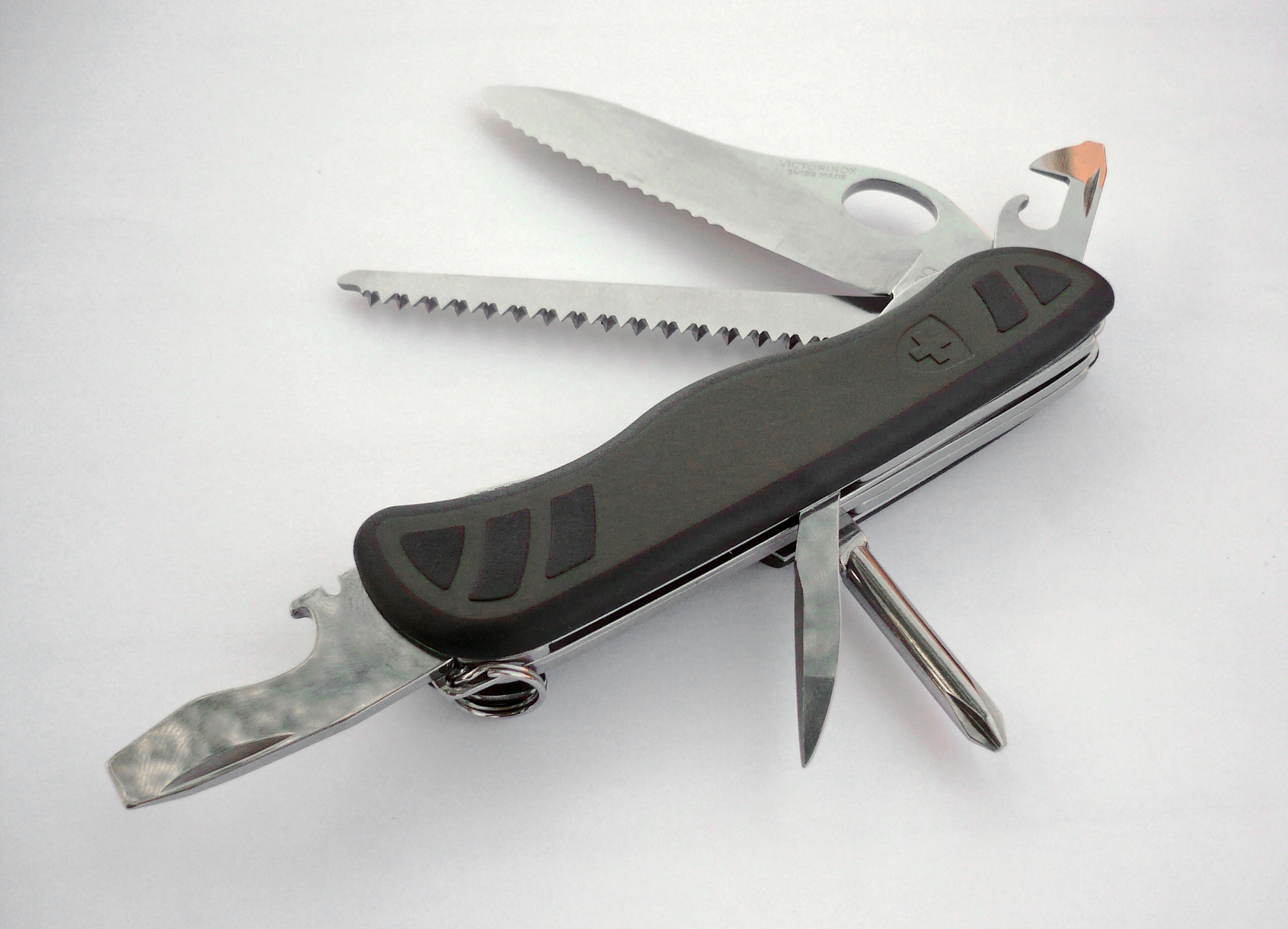
چاقوی جیبی همه کاره

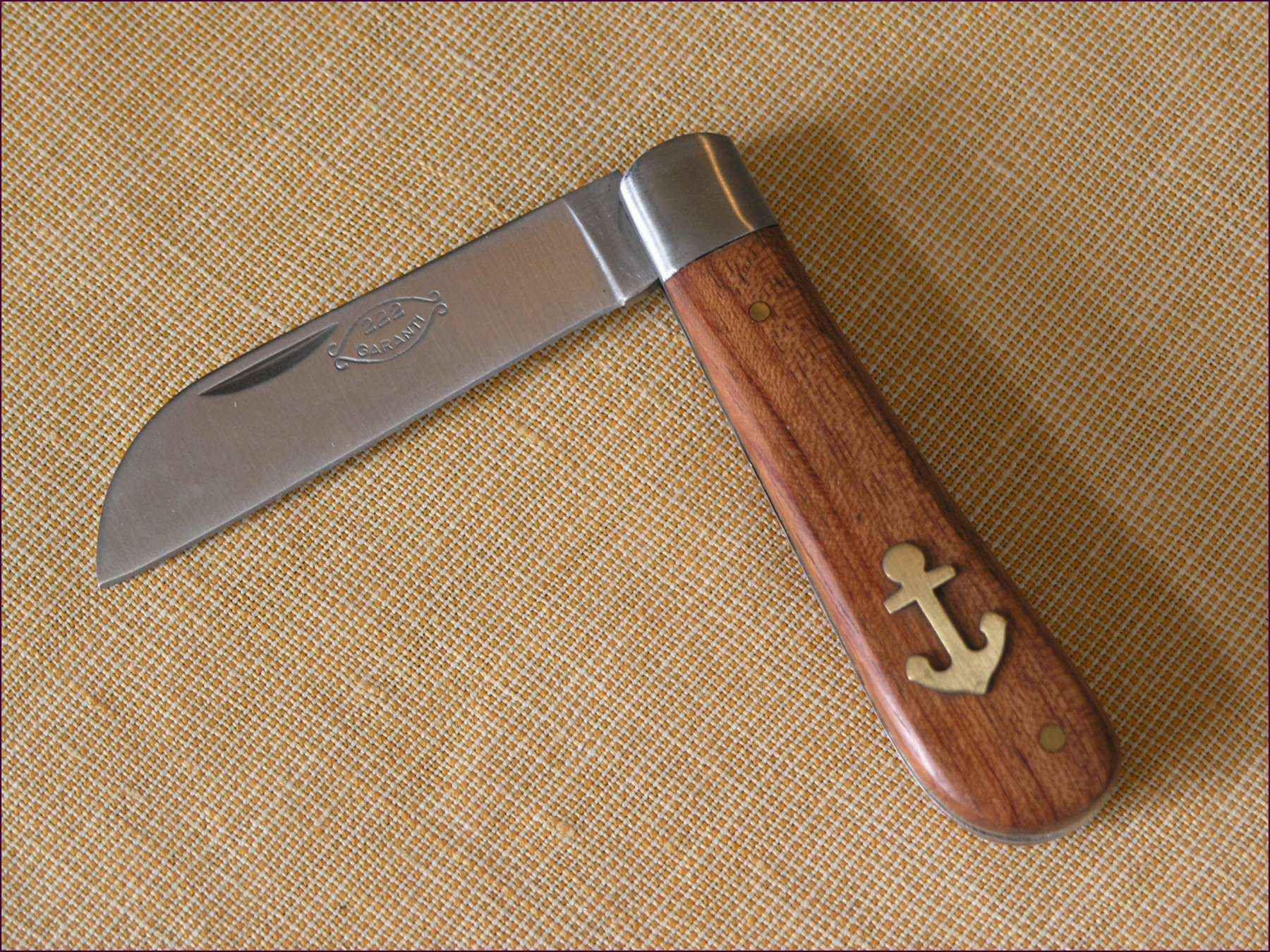
نمونه کلاسیک یک چاقوی جیبی

چاقوی جیبی نوعی چاقو است که حالت تا شونده دارد. چاقوهای جیبی ممکن است یک یا چند تیغه داشته باشند. تیغه‌ها با قابلیت تاشوندگی با یک ضامن داخل دسته جای می‌گیرند. این چاقوها طوری طراحی می‌شوند که درون جیب جای می‌گیرند. به این چاقوها چاقوهای جک نیز می‌گویند. طول تیغه‌ها معمولاً" بین ۵ تا ۱۵ سانتی متر است ولی اندازه‌های ۱ تا ۳۰ سانتی متری هم ساخته شده‌است.